# On Stage Vol. 1
| Recensione | Giudizio |
| ---------- | -------- |
| AllMusic   | [ 1 ]    |

On Stage Vol. 1 è un album discografico live a nome di Clifford Jordan & The Magic Triangle, pubblicato dall'etichetta discografica SteepleChase Records nel 1977.

## Tracce
Lato A
1. Pinocchio – 7:22 (Wayne Shorter)
2. That Old Devil Moon – 13:10 (Haggart, Lane)

Lato B
1. The Maestro – 6:05 (Cedar Walton)
2. The Highest Mountain – 14:05 (Clifford Jordan)

- Brano That Old Devil Moon: sull'album originale della SteepleChase Records è attribuito a Haggart e Lane, ma generalmente la paternità è assegnata a Yip Harburg e Burton Lane.

## Musicisti
- Clifford Jordan - sassofono tenore
- Cedar Walton - pianoforte
- Sam Jones - contrabbasso
- Billy Higgins - batteria

Note aggiuntive
- Nils Winther - produttore, remixaggio, fotografie
- Registrato dal vivo il 29 marzo 1975 al BIM House di Amsterdam, Olanda
- K. Lakeman - ingegnere delle registrazioni
- Per Grunnet - design copertina LP
- Laurent Goddet - note di retrocopertina[2]